# Jens Vilhelmsen
Jens Vilhelmsen (* 8. Februar 1985) ist ein dänischer Leichtgewichts-Ruderer.
Vilhelmsen belegte 2007 bei den U23-Weltmeisterschaften den zehnten Platz mit dem dänischen Leichtgewichts-Vierer ohne Steuermann. 2009 trat Vilhelmsen erstmals im Ruder-Weltcup an. Der neu zusammengestellte Vierer mit Christian Pedersen, Jens Vilhelmsen, Kasper Winther und Morten Jørgensen siegte in allen drei Weltcupregatten, bei den Ruder-Weltmeisterschaften 2009 in Posen kam das Boot mit 0,25 Sekunden Rückstand auf das deutsche Boot ins Ziel. 2010 siegte der dänische Vierer in der ersten Weltcupregatta und belegte in den nächsten beiden Regatten den zweiten Platz, der fünfte Platz bei den Europameisterschaften in Portugal war für Pedersen, Vilhelmsen, Winther und Jørgensen das schlechteste Saisonergebnis. Bei den Weltmeisterschaften 2010 in Neuseeland erkämpften die vier Dänen den Sieg im ersten Rennen, traten danach aber nicht mehr an. 2011 wechselte Vilhelmsen in den Leichtgewichts-Achter, mit dem er die Bronzemedaille bei den Weltmeisterschaften 2011 in Bled gewann. 2012 ruderten Christian Pedersen und Jens Vilhelmsen im Leichtgewichts-Zweier ohne Steuermann, bei den Weltmeisterschaften in den nichtolympischen Bootsklassen belegten die beiden den vierten Platz.
Nach zwei Jahren ohne Start im Weltcup oder bei internationalen Meisterschaften kehrte Vilhelmsen 2015 in den Leichtgewichts-Vierer ohne Steuermann zurück. Der dänische Vierer in der Besetzung Kasper Winther, Jens Vilhelmsen, Jacob Barsøe und Jacob Larsen gewann die Bronzemedaille bei den Europameisterschaften hinter den Booten aus der Schweiz und aus Frankreich. Bei den Weltmeisterschaften 2015 erhielten die Dänen Silber hinter den Schweizern und vor den Franzosen. Im Jahr 2016 begann Vilhelmsen zusammen mit Emil Espensen im Leichtgewichts-Zweier, bei den Europameisterschaften erkämpften die beiden die Silbermedaille hinter dem britischen Boot. Gemeinsam mit Espensen ging er wenige Wochen danach auch bei den Weltmeisterschaften der nicht-olympischen Bootsklassen im leichten Zweier an den Start und gewann die Silbermedaille hinter einer französischen Auswahl.